# アートホテルズ
アートホテルは、ソフトバンクグループ傘下のフォートレス・インベストメント・グループのマイステイズ・ホテル・マネジメントが運営しているホテルブランド。かつてはアートホテルズ札幌など加森観光グループのホテルチェーンであり、東京都品川区に本社を置く株式会社アートホテルズが運営していた。
アートホテルズ札幌、アートホテルズ大森、アートホテルズ浜松町はホテルマイステイズプレミアにリブランドされ、「アートホテル」はフルサービスホテルのブランド名として存続し、アートホテル旭川、アートホテル弘前シティ、アートホテル新潟駅前、アートホテル上越、アートホテル石垣島に用いられている。

## かつての運営ホテル
- アートホテルズ札幌（ホテルマイステイズプレミア札幌パークにリブランド）
- アートホテルズ大森（ホテルマイステイズプレミア大森にリブランド）
- アートホテルズ浜松町（ホテルマイステイズプレミア浜松町にリブランド）

## 沿革
- 1983年12月20日 - 加森観光が札幌市中央区南8西4の札幌パレスホテルを買収し総投資額22億円・改装費6億円を投じ[2]、ディスコ・ゲームセンター・ビデオシアターなどを備えたレジャー型ホテル「プレイボックス ザ・アメリカン」を開業[3]。
- 1986年11月 - ザ・アメリカンを「アートプラザホテル」にリブランド、ゲームセンターや喫茶を廃止[4]。
- 1994年7月17日 - アートホテルズ浜松町開業
- 1995年4月10日 - アートホテルズ大森開業
- 1998年
  - 3月　- アートプラザホテルを閉鎖、その後2000年に犬猫専門のテーマパークや専門学校を備えた「わんにゃんふれあいパーク」に転換[5]。
  - 4月27日 - アートホテルズ札幌開業
- 2012年 - アートホテルズ大森とアートホテルズ浜松町を所有するアムス・インターナショナルの子会社とシティグループ・キャピタル・パートナーズの信託受益権取引を巡って訴訟[注 1][6][7]
- 2014年12月11日 - フォートレス・インベストメント・グループの特別目的会社が加森観光よりアートホテルズ札幌を取得[8]
- 2015年10月5日 - 法人番号指定
- 2016年
  - 3月1日 - マイステイズ・ホテル・マネジメントにより株式会社ナクアホテル&リゾーツマネジメントおよび株式会社アートホテルズをグループ会社化[9]
  - 3月10日 -  フォートレス・インベストメント・グループのインヴィンシブル投資法人がアートホテルズ浜松町とアートホテルズ大森を取得[10]
  - 10月1日 - ホテルマイステイズプレミア札幌パーク、ホテルマイステイズプレミア大森、ホテルマイステイズプレミア浜松町にリブランド[11]
- 2017年
  - 05月08日 - 清算結了
  - 12月27日 - フォートレス・インベストメント・グループがソフトバンクグループの子会社となる[12]
- 2021年
  - 6月1日 - ホテルスカイタワー宮崎駅前をアートホテル宮崎 スカイタワーとしてリブランドオープン
  - 12月1日 - ホテルラングウッドをアートホテル日暮里 ラングウッドとしてリブランドオープン
- 2022年7月1日 - 成田ビューホテルをアートホテル成田としてリブランドオープン

## 会員制度
- Aポイントカード

3店舗全てで利用可能。